# Rață pestriță

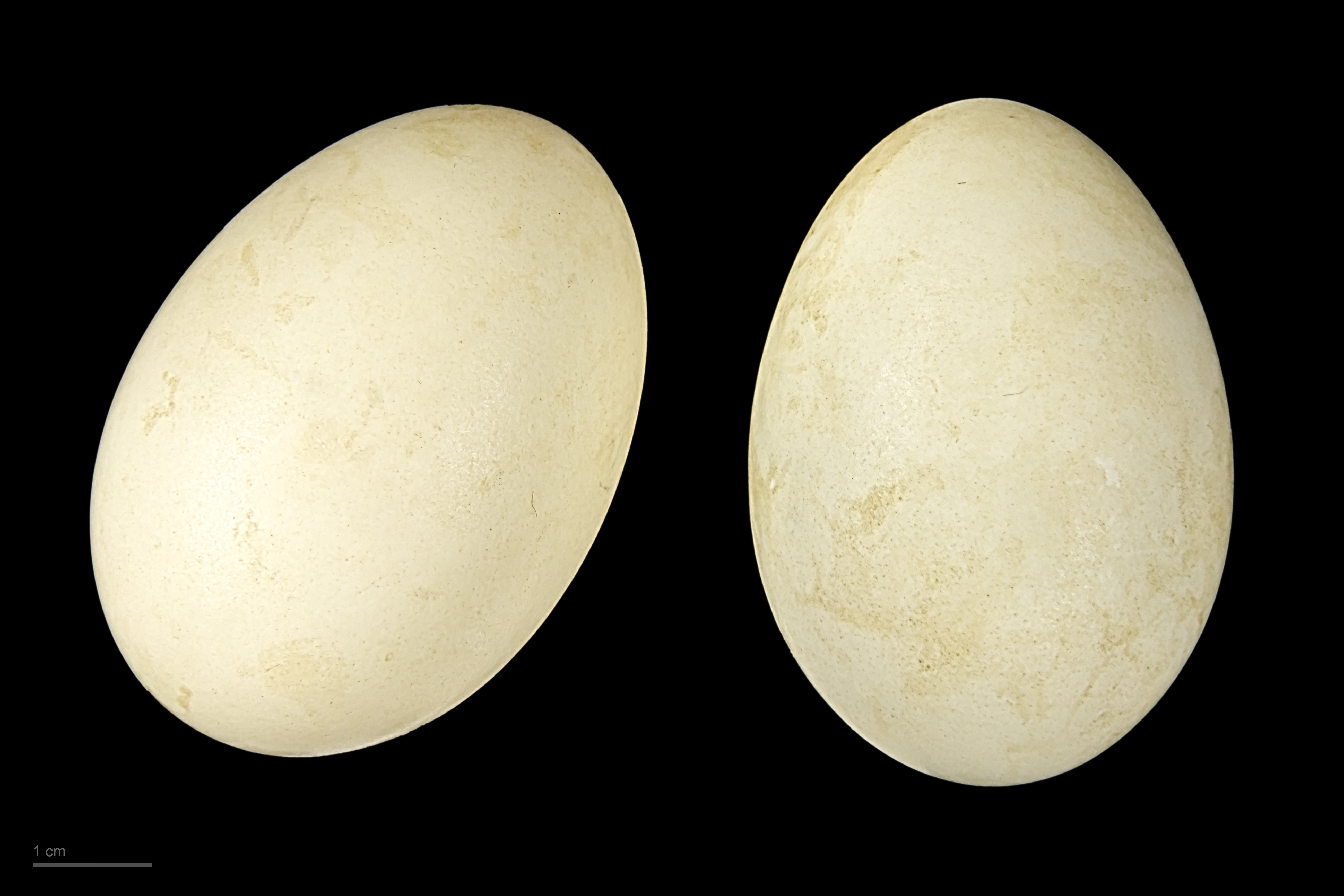
Mareca strepera - MHNT

Rața pestriță (Mareca strepera) este o specie de rață de suprafață din familia Anatidae, întâlnită în majoritate în Europa Centrală.   Rața pestriță cuibărește în stuf, unde femela depune 8-12 oua gălbui, într-o singură serie pe an, pe care le clocește 25 până la 28 de zile.

## Răspândire
Rața pestriță se împerechează în părțile nordice din Europa și Asia, și din centrul Americii de Nord.
Există exemplare de rață pestriță care iernează în România, mai ales în iernile blânde, în apele din zonele sudice ale țării.